# Philipp Max
Philipp Max (Viersen, 30 settembre 1993) è un calciatore tedesco, difensore del Panathīnaïkos.

## Biografia
È figlio di Martin Max, ex calciatore professionista e ora allenatore.

## Caratteristiche tecniche
È un terzino sinistro, dotato di una buona tecnica di base, abile nei cross e nei passaggi chiave (spesso quelli lunghi), infatti non limita le proprie capacità solo al gioco difensivo sapendo come impostare bene pure l'attacco. È mancino, ed è abile nei calci di punizione, soprattutto quelli diretti, inoltre è anche un bravo rigorista. Pecca invece nei duelli aerei.

## Carriera

### Club

#### Schalke 04 e Karlsruhe
Dopo gli inizi con lo Schalke 04 giocando nelle giovanili, trova invece poco spazio in prima squadra, disputando solo due partite in prima squadra, nel 2014, la prima pareggiando a reti inviolate contro il Borussia Dortmund e la seconda nella vittoria per 2-0 contro l'Hertha, in entrambi i match è sceso in campo solo nei minuti finali. Passa al Karlsruhe, club con il quale ottiene le prime presenze da titolare, l'ultimo match lo disputa il 25 luglio 2015 perdendo per 1-0 contro il Greuther Fürth.

#### Augusta
Con il trasferimento all'Augusta nell'inverno 2014 trova posto nell'undici iniziale in Bundesliga, con un gol e due assist vincenti contribuisce a battere per 4-0 l'Amburgo il 30 aprile 2017. Riesce a segnare la sua prima doppietta nella goleada conclusasi per 6-0 contro lo Stoccarda il 20 aprile 2019. Nell'edizione 2019-2020 realizza una score di otto gol, il primo nella vittoria per 1-0 contro il Paderborn 07, un altro nella partita successiva battendo per 4-0 l'Hertha, inoltre segna una doppietta sconfiggendo per 4-2 l'Hoffenheim e poi nel successo per 3-0 Fortuna Düsseldorf, l'ultimo gol lo mette a segna contro il Colonia pareggiando, con la rete del 1-1.

#### PSV
Il 2 settembre 2020 viene acquistato dal PSV con cui firma un contratto quadriennale. In campionato realizza il suo primo gol pareggiando per 1-1 contro l'Heracles Almelo, sigla una rete anche contro il Willem II vincendo per 3-0, segna un rigore contro il VVV-Venlo prevalendo per 4-1, un'altra rete la mette a segno sconfiggendo per 5-3 lo Sparta Rotterdam. Durante l'Europa League riesce a segnare un gol battendo per 4-1 lo Sturm Graz. Vince la Coppa Olanda, Max gioca la finale da titolare per tutto il match che si conclude con una vittoria per 2-1 contro l'Ajax. Il 20 marzo 2022 segna l'ultima rete per il PSV nel successo per 5-0 contro il Fortuna Sittard.

#### Eintracht Francoforte e Panathīnaïkos
Il 31 gennaio 2023 fa ritorno in patria accasandosi in prestito all'Eintracht Francoforte. Il 26 maggio seguente viene riscattato dal club dove segna un solo gol, il 25 febbraio 2024 pareggiando per 2-2 contro il Wolfsburg. Nel 2024 si trasferisce in Grecia giocando con la squadra del Panathīnaïkos.

### Nazionale
Nell'estate 2016 prende parte alle Olimpiadi di Rio, manifestazione in cui la squadra tedesca si aggiudica la medaglia d'argento nel torneo olimpico di calcio, segna un solo gol, entrando in campo nel secondo tempo ai quarti di finale nel match contro il Portogallo, Max segna la rete del definitivo 4-0.
Ha ottenuto la sua prima convocazione in nazionale maggiore il 6 novembre 2020, mentre il suo debutto arrivò cinque giorni dopo in occasione di un'amichevole vinta 1-0 contro la Repubblica Ceca.

## Statistiche

### Cronologia presenze e reti in nazionale
| Cronologia completa delle presenze e delle reti in nazionale ― Germania | Cronologia completa delle presenze e delle reti in nazionale ― Germania | Cronologia completa delle presenze e delle reti in nazionale ― Germania | Cronologia completa delle presenze e delle reti in nazionale ― Germania | Cronologia completa delle presenze e delle reti in nazionale ― Germania | Cronologia completa delle presenze e delle reti in nazionale ― Germania | Cronologia completa delle presenze e delle reti in nazionale ― Germania | Cronologia completa delle presenze e delle reti in nazionale ― Germania |
| Data                                                                    | Città                                                                   | In casa                                                                 | Risultato                                                               | Ospiti                                                                  | Competizione                                                            | Reti                                                                    | Note                                                                    |
| ----------------------------------------------------------------------- | ----------------------------------------------------------------------- | ----------------------------------------------------------------------- | ----------------------------------------------------------------------- | ----------------------------------------------------------------------- | ----------------------------------------------------------------------- | ----------------------------------------------------------------------- | ----------------------------------------------------------------------- |
| 11-11-2020                                                              | Lipsia                                                                  | Germania                                                                | 1 – 0                                                                   | Rep. Ceca                                                               | Amichevole                                                              | -                                                                       | 69’                                                                     |
| 14-11-2020                                                              | Lipsia                                                                  | Germania                                                                | 3 – 1                                                                   | Ucraina                                                                 | UEFA Nations League 2020-2021 - 1º turno                                | -                                                                       |                                                                         |
| 17-11-2020                                                              | Siviglia                                                                | Spagna                                                                  | 6 – 0                                                                   | Germania                                                                | UEFA Nations League 2020-2021 - 1º turno                                | -                                                                       |                                                                         |
| Totale                                                                  |                                                                         | Presenze                                                                | 3                                                                       |                                                                         | Reti                                                                    | 0                                                                       |                                                                         |

## Palmarès

### Club

#### Competizioni nazionali
- Supercoppa dei Paesi Bassi: 1

PSV: 2021
- Coppa dei Paesi Bassi: 1

PSV: 2021-2022

### Nazionale
- Argento olimpico: 1

Rio de Janeiro 2016